# Ильская, Фатима Салиховна
Фатима Салиховна Ильская (тат. Фатыйма Салих кызы Ильская, урождённая Хужасаитова (тат. Хуҗасәетова); 31 декабря 1902, Оренбург — 15 ноября 1984, Казань, СССР) — советская актриса театра и кино, Народная артистка РСФСР (1967).

## Биография
В 1915 году начала сценическую деятельность в оренбургской татарской драматической труппе «Ширкат». С 1916 г. — актриса труппы «Сайяр», в 1921—1923 — татарского театра в Ташкенте, в 1923—1983 годах — Татарского государственного академического театра им. Г. Камала.
Одна из основоположников национального сценического искусства, своим творчеством утверждала реалистические традиции в татарском театре.
В память об актрисе на доме, где она прожила большую часть своей жизни (Казань, ул. Большая Лядская 17/9) установлена мемориальная доска.

## Роли в театре
- Луиза («Коварство и любовь» Ф. Шиллера)
- Диана («Собака на сене» Лопе де Веги)
- Дилбар («Без ветрил» К. Тинчурина)
- Зулейха («Молодая жизнь» Г. Кулахметова)
- Фатима («Песня жизни» Мирсай Амир)
- Катерина («Гроза» А. Островского)
- Татьяна («Враги» М. Горького)
- Софья («Последние» М. Горького)
- Таня («Таня» А. Арбузова)
- Айсылу («Тревожные дни» Т.Гиззата)
- Фатима Сабри («Фатима Сабри» Сахиба Джамала)
- Играла также в трагедиях У. Шекспира, комедиях Лопе де Вега, П. Бомарше.

## Звания и награды
- Народная артистка Татарской АССР (1939)
- Заслуженная артистка РСФСР (1940)
- Два ордена «Знак Почёта».
- Орден Трудового Красного Знамени (14.06.1957).
- Народная артистка РСФСР (1967).